# Dwars door België 1958
De 14e editie van Dwars door België werd verreden op zaterdag 22 en zondag 23 maart 1958. Vanaf 1953 werd Dwars door België verreden over drie etappes, in deze editie werden het weer twee etappes net zoals voor 1953 (uitzonderingen waren 1945 en 1947, toen was er slechts een rit). Ook de finishplaats verhuisde van Eisden naar Ciney. Het eindklassement werd net als het jaar er voor in punten opgemaakt.

## 1e etappe

### Wedstrijdverloop
De start van de 1e etappe lag in Waregem en de finish in Ciney. De afstand bedroeg 214 km. Er gingen 117 renners van start in Waregem. Er gebeurde van alles, een valpartij in Anzegem, schermutselingen tijdens de beklimming van de Kwaremont en wat aanvallen onderweg. Vooral Van Est was erg actief. Toch werd het een massasprint en Heyvaert won deze etappe. 

### Hellingen
Voor zover bekend moesten de volgende hellingen in de 1e etappe beklommen worden:

### Uitslag
| Plaats  | Naam            | Ploeg | Tijd     |
| ------- | --------------- | ----- | -------- |
| Winnaar | Ernest Heyvaert |       | 6u20'00" |
| 2       | Willy Truye     |       | z.t.     |
| 3       | Jozef Schils    |       | z.t.     |

## 2e etappe

### Wedstrijdverloop
De 2e etappe ging een dag later van Ciney terug naar Waregem, de afstand bedroeg 212 km. Er gingen 93 renners van start in Ciney. Door de koude wind en lage temperatuur was het een harde koers. Er ontstond al vlot een kopgroep van 5 renners waaronder Desmet. Na 75 km koers had deze kopgroep een kloof van 2'30" en in Ninove was dit al opgelopen tot 3'10". Na 150 km voegden zich 5 renners bij deze kopgroep van 5 en kwamen er 10 renners aan de leiding. Nabij Gavere wisten de leider Heyvaert en Van Looy ook aan kop te komen, onder andere Desmet moest lossen. In Waregem bestond de kopgroep nog uit 6 renners die gingen sprinten, Van Looy was de snelste en won deze etappe. De nummer 2 Vlaeyen won het eindklassement. 

### Uitslag
| Plaats  | Naam             | Ploeg | Tijd     |
| ------- | ---------------- | ----- | -------- |
| Winnaar | Rik Van Looy     |       | 5u25'00" |
| 2       | André Vlaeyen    |       | z.t.     |
| 3       | Maurice Meuleman |       | z.t.     |

## Eindklassement
| Plaats  | Naam                  | Ploeg | Punten |
| ------- | --------------------- | ----- | ------ |
| Winnaar | André Vlaeyen         |       | 6      |
| 2       | Norbert Van Tieghem   |       | 9      |
| 3       | Ernest Heyvaert       |       | 11     |
| 4       | Alfons Van Den Brande |       | 13     |
| 5       | Maurice Meuleman      |       | 14     |
| 6       | Pino Cerami           |       | 16     |
| 7       | Jan Van Gompel        |       | 17     |
| 8       | Briek Schotte         |       | 18     |
| 9       | Norbert Kerckhove     |       | 20     |
| 10      | Karel De Baere        |       | 21     |

1945 · 1946 · 1947 · 1948 · 1949 · 1950 · 1951 · 1952 · 1953 · 1954 · 1955 · 1956 · 1957 · 1958 · 1959 · 1960 · 1961 · 1962 · 1963 · 1964 · 1965 · 1966 · 1967 · 1968 · 1969 · 1970 · 1971 · 1972 · 1973 · 1974 · 1975 · 1976 · 1977 · 1978 · 1979 · 1980 · 1981 · 1982 · 1983 · 1984 · 1985 · 1986 · 1987 · 1988 · 1989 · 1990 · 1991 · 1992 · 1993 · 1994 · 1995 · 1996 · 1997 · 1998 · 1999 · 2000 · 2001 · 2002 · 2003 · 2004 · 2005 · 2006 · 2007 · 2008 · 2009 · 2010 · 2011 · 2012 · 2013 · 2014 · 2015 · 2016 · 2017 · 2018 · 2019 · 2020 · 2021 · 2022 · 2023 · 2024

Lijst van beklimmingen